# Esko
Esko – jednostka osadnicza w Stanach Zjednoczonych, w stanie Minnesota, w hrabstwie Carlton.